# Eutelia geraea
Eutelia geraea là một loài bướm đêm trong họ Noctuidae.